# Der Black

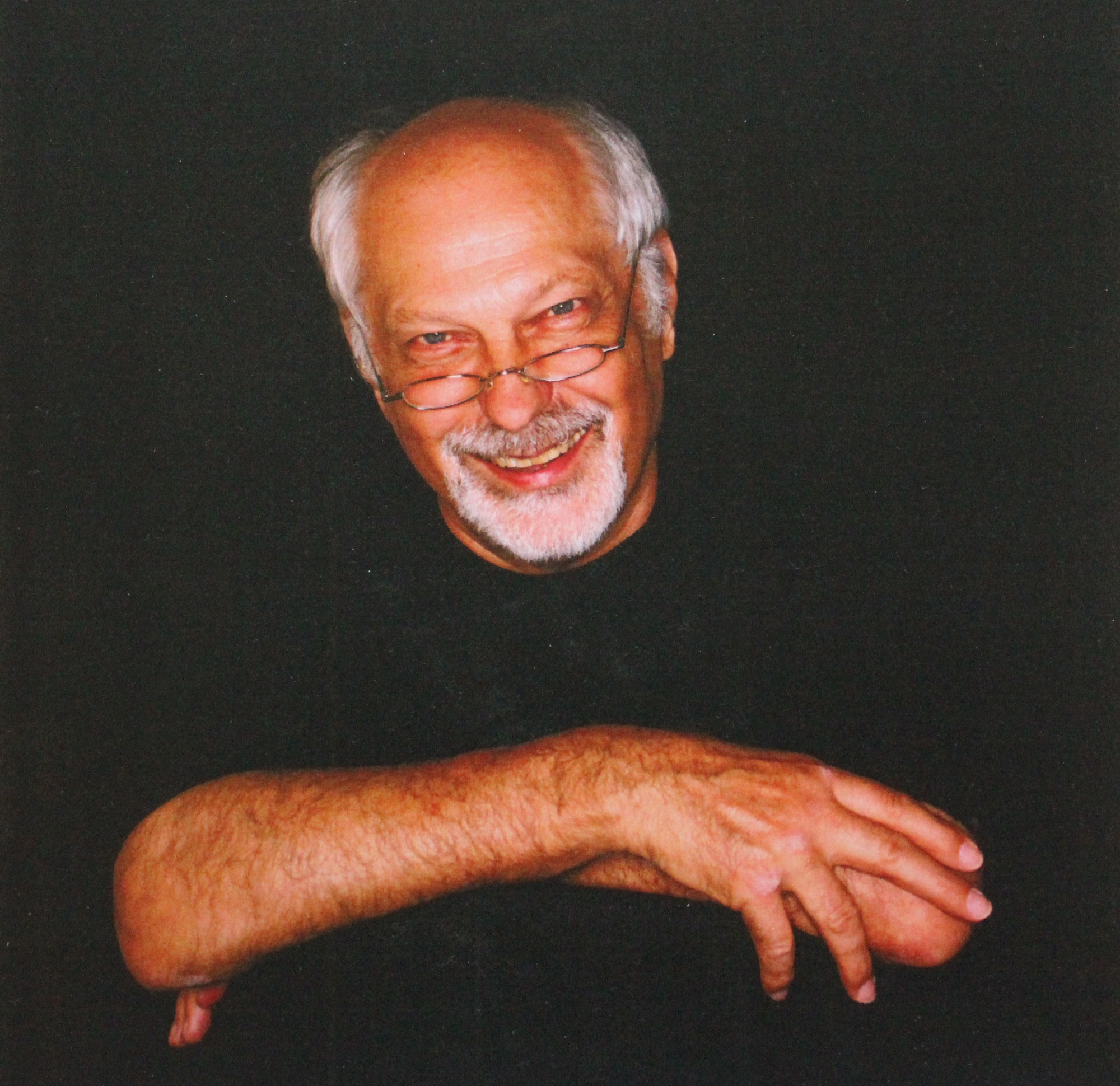
Lothar Lechleiter (2013)

Der Black, bürgerlich Lothar Lechleiter (* 13. Mai 1942 in Ebenrode, Ostpreußen), ist ein deutscher Liedermacher, Musiker, Liedtexter, Sänger und Moderator.

## Leben
Lothar Lechleiter wurde 1942 als fünftes Kind der Eheleute Albert und Minna Lechleiter geboren. Sein Vater Albert Lechleiter gilt als im Zweiten Weltkrieg vermisst. Minna Lechleiter floh Ende 1944 mit den Kindern Günther, Siegfried und Lothar vor der Roten Armee. 
1945 kamen sie in die Sowjetische Besatzungszone nach Dassow, von wo sie nach zweieinhalb Jahren in den Westen flüchteten. Nach Aufenthalten in vier Flüchtlingslagern endete im Februar 1952 die Flucht, als die Familie in Reuschenberg bei Neuss eine kleine Wohnung erhielt. 
Lothar Lechleiter begann eine Lehre als Dreher. Er spielte Gitarre und sang seit 1957 mit den Neussern (später Die Pontocs) südamerikanische und afrikanische Musik und Madrigale von Luca Marenzio und Clemens non Papa in vierstimmigen Sätzen. Er wurde durch Sonneneinstrahlung sehr schnell braun und von Freunden deshalb „Black“ genannt.
1961 bis 1962 verbrachte er zusammen mit der Gruppe Spielschar Burg Waldeck – Theater spielend und singend – in Südamerika. Zurück in Deutschland holte er in West-Berlin die Fachschulreife nach, um ein Ingenieurstudium zu beginnen.
Im Herbst 1965 lernte Lothar „Black“ Lechleiter Wolfgang „Schobert“ Schulz bei einem Konzert im Parktheater Lüdenscheid kennen. Beide verstanden sich auf Anhieb und gründeten noch im Herbst 1965 das Duo Schobert & Black. Zu Pfingsten 1966 traten sie auf der Burg Waldeck erstmals als Schobert & Black auf. Das Ingenieurstudium gab Lechleiter zu Gunsten der Musikerkarriere auf.
Schobert & Black waren ein erfolgreiches Gesangsduo in der Liedermacherszene. Sie hatten jährlich bis zu 300 Auftritte und füllten auch große Veranstaltungshallen. 1985 beschlossen beide, zukünftig getrennte Wege zu gehen. 
Black machte nach 1985 eine längere künstlerische Pause; er war selbstständiger Gebietsvertreter für den Falk-Verlag. 2008 kehrte er als Der Black auf die Bühne zurück. Von 2012 an gab er gemeinsam mit dem 2018 verstorbenen Ingo Insterburg Konzerte mit dem Titel „Höhepunkte aus zwei Künstlerleben“.
Geprägt durch die Erfahrung der eigenen Flucht aus Ostpreußen, engagiert sich Black für Flüchtlinge und politisch Verfolgte.
Lothar Lechleiter lebt mit seiner Lebenspartnerin Helga in Bonn.

## Genre
In seinen Konzerten interpretiert er ernste, nachdenkliche, humorige, witzige aber auch politische Lieder mit Spaß, dem nötigen Ernst und ohne erhobenen Zeigefinger. Seine Auftritte sind geprägt durch neue Limericks, ostpreußische Geschichten und Lieder zur Erinnerung an „Schobert & Black“. Den weitaus größeren Teil seines Repertoires hat „Der Black“ um Texte erweitert, die meist von mit ihm befreundeten Autoren stammen – kritische, politische und satirische Texte – u. a. von Klaus De Rottwinkel, Pit Klein, Volker Ludwig, Klaus Pawlowski, Bungter und Günter Frorath, Tom Stüve sowie den Südamerikanern  Víctor Jara und Atahualpa Yupanqui.
Bei seinen Konzerten wird „Der Black“ durch den Musiker Philipp Römer (Gitarre, Gesang) – „Barth & Römer“ – begleitet.

## Diskografie
- 2003: Hört mal her ihr Zeitgenossen (BLACK & Pit Klein, Graßhoff Lieder)
- 2008: Meschugge
- 2011: Weitersagen
- 2014: Der BLACK singt
- 2014: Die Gedanken sind frei (zusammen mit Ingo Insterburg)

## Auszeichnungen
- 1975: Deutscher Kleinkunstpreis (als Schobert & Black)
- 2017: Satirischer Seniorenstift (Stiftung Deutsches Kabarettarchiv)[7]